# Bulbophyllum posticum
Bulbophyllum posticum är en orkidéart som beskrevs av Johannes Jacobus Smith. Bulbophyllum posticum ingår i släktet Bulbophyllum och familjen orkidéer. Inga underarter finns listade i Catalogue of Life.